# Bimota YB1
La YB1 est un modèle de motocyclette du constructeur italien Bimota.
L'usine a décidé, à son lancement, de l'appeler « Yamaha-Bimota Gran Prix '74 ». Elle ne prendra le nom d'YB1 qu'avec la sortie de la YB2.
La YB1 utilise un moteur bicylindre en ligne, deux temps à refroidissement liquide, provenant des Yamaha TZ 250 ou 350.
La 250 développe 55 ch à 11 000 tr/min pour un couple de 3,6 mkg à 10 750 tr/min. La 350 (alésage x course : 64 x 54 mm) développe 60 ch à 9 500 tr/min. Ils sont alimentés par deux carburateurs Mikuni de 36 mm et 34 mm de diamètre.
Côté partie cycle, elle était équipée d'un cadre double berceau au chrome-molybdène. Il est complété par un élément horizontal supportant la selle. Il est annoncé pour 5,8 kg. Une première série de deux cadres monocoques a été produite, mais abandonné. Un cadre en titane et un cadre ouvert ont aussi été envisagés. 
Le freinage est confié à Brembo, avec trois disques, pincés par des étriers simple piston.
Les jantes sont en aluminium.
La YB1 a été engagée de manière officielle par l'usine ou par des écuries privées. Le carénage officiel présentait une surlargeur protégeant les mains et un aileron sur la coque de selle. Quelques pilotes privés ont choisi d'y adapter un carénage plus classique.
Le guidon était ajustable en tous sens.
L'usine a produit 12 cadre de YB1, vendus complets 3 200 000 lires soit environ 1 652 €. Mais l'acheteur pouvait acheter indépendamment le cadre (680 000 lires), le bras oscillant (300 000 lires), le carénage (260 000 lires) ou l'ensemble selle-réservoir (196 000 lires).
La YB1 remportera 7 victoires dans les championnats du monde 250 et 350 cm³ entre 1974 et 1975, avec notamment Johnny Cecotto, qui réussit à remporter la victoire dans les deux cylindrées, lors du Grand Prix de Pesaro en 1975.